# Oronzo Caldarola
Oronzo Caldarola (Bitonto, 12 novembre 1871 – Napoli, 6 febbraio 1963) è stato un vescovo cattolico italiano.

## Biografia
Nato a Bitonto, nel 1871, Nicola e da Maria Cristina De Palo. Si avvicinò ben presto alla vita religiosa, frequentando la Congregazione della missione vincenziana, e poi ecclesiastica, venendo consacrato sacerdote nel 1895 a 24 anni. Si formò nel seminario locale e studiò poi a Capua, sotto l'egide del cardinale Alfonso Capecelatro di Castelpagano. A inizio Novecento divenne responsabile del clero come rettore del seminario diocesano di Ruvo e Bitonto. A Napoli, si laureò in lettere e teologia.

### Vescovo di Diano-Teggiano
Da vescovo legò la sua esistenza all'allora diocesi di Diano-Teggiano, per circa quarant'anni. Fu testimone di epoche ben diverse e opposte: due guerre consecutive, e il boom economico fra gli anni cinquanta e sessanta. Fu legatissimo anche alla sua città di origine, tutelando le antiche amicizie con gli esponenti del clero, come Francesco Paolo Calamita a Gaetano Valente, Nunzio Vincenzo Cerrotti, Pasquale Ferrante.
A Teggiano fece costruire la chiesa del Sacro Cuore di Gesù, in memoria del vescovo Pasquale Berardi che l'aveva consacrato, e che a Bitonto aveva voluto l'Istituto del Sacro Cuore. Indisse due sinodi diocesani, nel 1922 e nel 1943, organizzando vari congressi eucaristici e settimane sociali; volle nelle parrocchie la Conferenza di San Vincenzo e creò borse di studio per combattere la povertà.
Il 27 novembre del 1954, a causa della sua avanzata età, chiese di essere sollevato dal suo ruolo, lasciando definitivamente la diocesi nell'aprile del 1955. Si ritirò a Napoli presso la casa dei preti della Missione Vincenziana, dove morì nel 1963. La sua salma venne traslata da Bitonto, dopo 3 anni, a Teggiano, dove giace, nella chiesa del Sacro Cuore da lui voluta e costruita: volontà espressa in un testamento ritrovato dopo la sua morte.

## Opere e orazioni
- Prima lettera pastorale al clero ed al popolo della sua diocesi, Bitonto, N. Di Bari, 1916.
- La dottrina cristiana e l'ora presente: lettera pastorale per la quaresima del 1917, Tip. Auleta.
- La scuola cristiana: lettera pastorale per la quaresima del 1924, Tip. Auleta.
- Il culto: abusi e deformazioni: lettera pastorale per la quaresima del 1927.
- Gesù Cristo: lettera pastorale per la Quaresima del 1928, Tip. Auleta.
- La carità: Lettera pastorale per la Quaresima del 1932, Tip. Auleta.
- La parrocchia: norme e direttive pastorali, Tip. Auleta, 1934.
- Ritorniamo al Vangelo: lettera pastorale per la Quaresima del 1934, Sala Consilina, Tip. Auleta..
- La vita nella luce di Dio: lettera pastorale per l'anno 1939, Sala Cons.na, Tip. Auleta.
- Cattolicismo e comunismo lettera pastorale del 1937, Tip. Auleta.

## Genealogia episcopale
La genealogia episcopale è:
- Cardinale Scipione Rebiba
- Cardinale Giulio Antonio Santori
- Cardinale Girolamo Bernerio, O.P.
- Arcivescovo Galeazzo Sanvitale
- Cardinale Ludovico Ludovisi
- Cardinale Luigi Caetani
- Cardinale Ulderico Carpegna
- Cardinale Paluzzo Paluzzi Altieri degli Albertoni
- Papa Benedetto XIII
- Papa Benedetto XIV
- Cardinale Enrico Enriquez
- Arcivescovo Manuel Quintano Bonifaz
- Cardinale Buenaventura Córdoba Espinosa de la Cerda
- Cardinale Giuseppe Maria Doria Pamphilj
- Papa Pio VIII
- Papa Pio IX
- Cardinale Raffaele Monaco La Valletta
- Cardinale Francesco Satolli
- Arcivescovo Pasquale Berardi
- Vescovo Oronzo Caldarola